# ГЕС Khodri
ГЕС Khodri — гідроелектростанція на півночі Індії у штаті Уттаракханд. Знаходячись після ГЕС Чібро, становить нижній ступінь каскаду на річці Тонс, правій притоці Джамна, правій притоці Гангу.
Відпрацьована на ГЕС Чібро вода спрямовується у наступну дериваційну систему, головним елементом якої є прокладений під правобережним гірським масивом дериваційний тунель довжиною 5,6 км з діаметром 7 метрів. Він виводить до наземного машинного залу, розташованого вже на правобережжі Джамни нижче від устя Тонс.
Основне обладнання станції складають чотири турбіни типу Френсіс потужністю по 60 МВт. Вони живляться через водоводи діаметром по 4,1 метра та використовують напір від 50 до 71 метра (номінальний напір 58 метрів). За рік це обладнання забезпечує виробництво 345 млн кВт-год електроенергії на рік.
Відпрацьована вода потрапляє у водосховище греблі Dakpathar, від якої спрямовується у дериваційний канал до ГЕС Дхакрані (34 МВт).
Видача продукції відбувається по ЛЕП, розрахованій на роботу під напругою 220 кВ.